# بانک ایتالیا

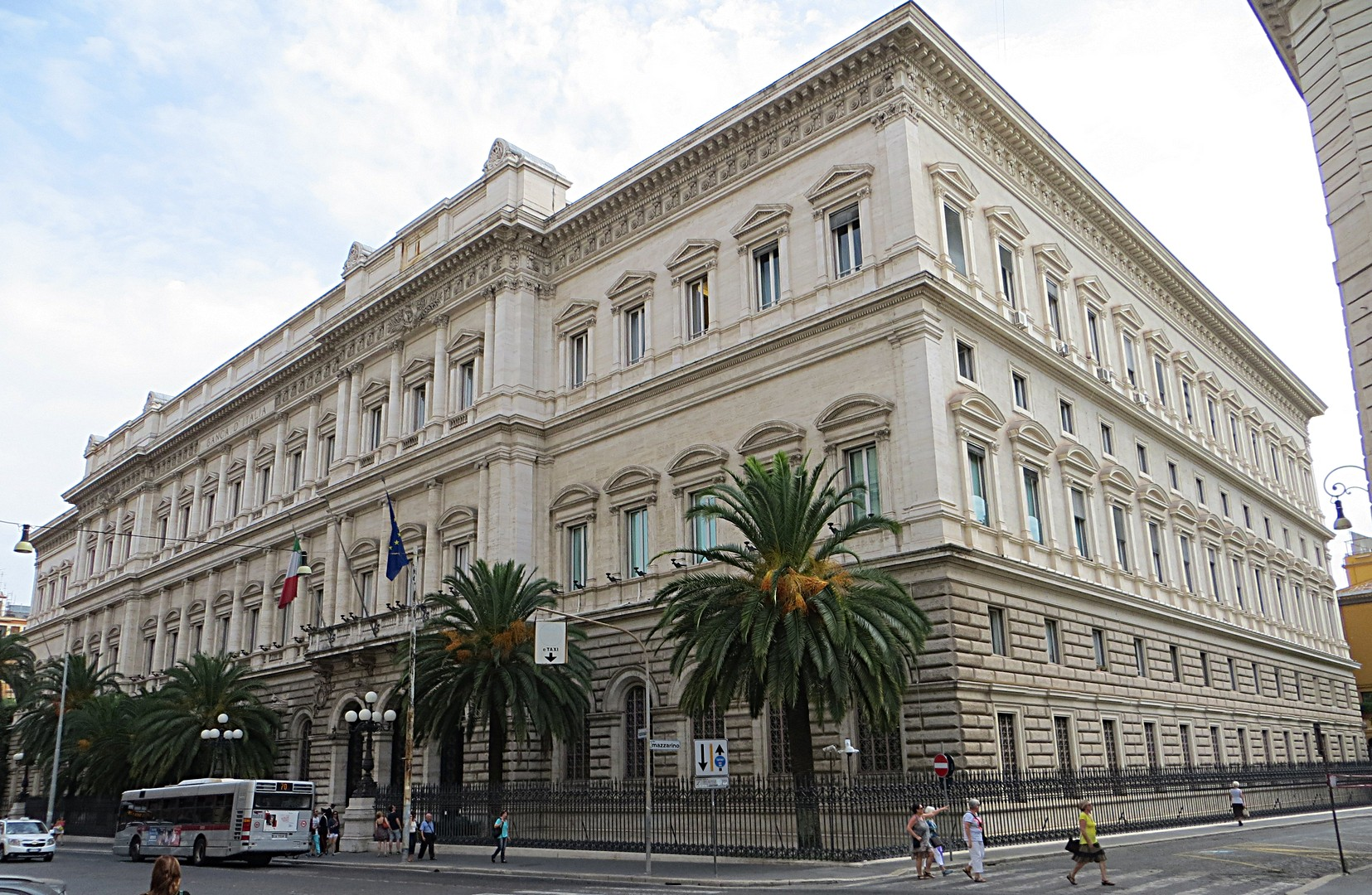
ساختما بانک ایتالیا در رم

بانک ایتالیا (به انگلیسی: Bank of Italy) بانک مرکزی ایتالیا محسوب می‌شود که در سال ۱۸۹۳ تأسیس گردیده و هم‌اکنون بخشی از بانک مرکزی اروپا به حساب می‌آید. مقر آن در شهر رم واقع شده و به عنوان بانک دولت مرکزی ایتالیا شناخته می‌شود. رئیس فعلی آن ایگنازیو ویسکو است که از تاریخ ۱ نوامبر ۲۰۱۱ به این سمت منصوب شده‌است.

## حاشیه‌های مرتبط با ایران
در جنجال سه هفته ای جدایی آندره‌آ استراماچونی، سرمربی تیم فوتبال استقلال تهران از این باشگاه، رسانه‌های داخلی در تاریخ ۱۷ دسامبر ۲۰۱۹ با انتشار تصویر یک سند مالی مدعی شده‌اند که مطالبات معوق این سرمربی خارجی از طریق یک چک صادر شده توسط بانک ایتالیا آماده پرداخت است، اما با توجه به این که منبع تأمین مالی چک بانک سپه (بانک تحریم شده از سوی ایالات متحده آمریکا) است، نامبرده از دریافت آن سر باز زده‌است. همچنین در رسانه‌های فارسی‌زبان هیچ توضیحی ارائه نگردیده که چگونه یک بانک از زیرمجموعه‌های بانک مرکزی اروپا اقدام به انجام تبادلات مالی با یک مؤسسه مالی تحریم شده نموده‌است؛ لذا تأیید صحت سند مالی منتشر شده از سوی نهادهای خبری معتبر صورت نگرفته و بانک ایتالیا نیز در این خصوص اظهار نظری نکرده‌است.